# Griffon nivernais
För andra betydelser, se Griffon.
Griffon nivernais är en hundras med ursprung i trakterna av Nièvre i Frankrike. Den är en stickelhårig braquehund med traditionell användning som drivande hund på vildsvin samt för småviltjakt. Den klarar att jaga i besvärlig terräng och är mer uthållig och djärv än snabb. Rastypen har anor från medeltiden men dagens griffon nivernais skapades mot slutet av 1800-talet genom att avla lokala lantrashundar med grand basset griffon vendéen, foxhound och otterhound. Griffon nivernais blev godkänd som ras av Société centrale canine (SCC) 1925.